# Interplanetariskt transportnätverk
Det interplanetariska transportnätverket (ITN) är en samling vägar genom solsystemet bestämda av gravitationen, vilka kräver mycket liten energi för ett objekt att följa. ITN utnyttjar Lagrangepunkter  som platser där banor genom rymden kan omdirigeras med lite eller ingen energi. Dessa punkter har den speciella egenskapen att tillåta objekt att cirkulera runt dem, trots att de saknar ett föremål att cirkulera kring. Då det går åt lite energi tar transport längs nätverket emellertid lång tid.

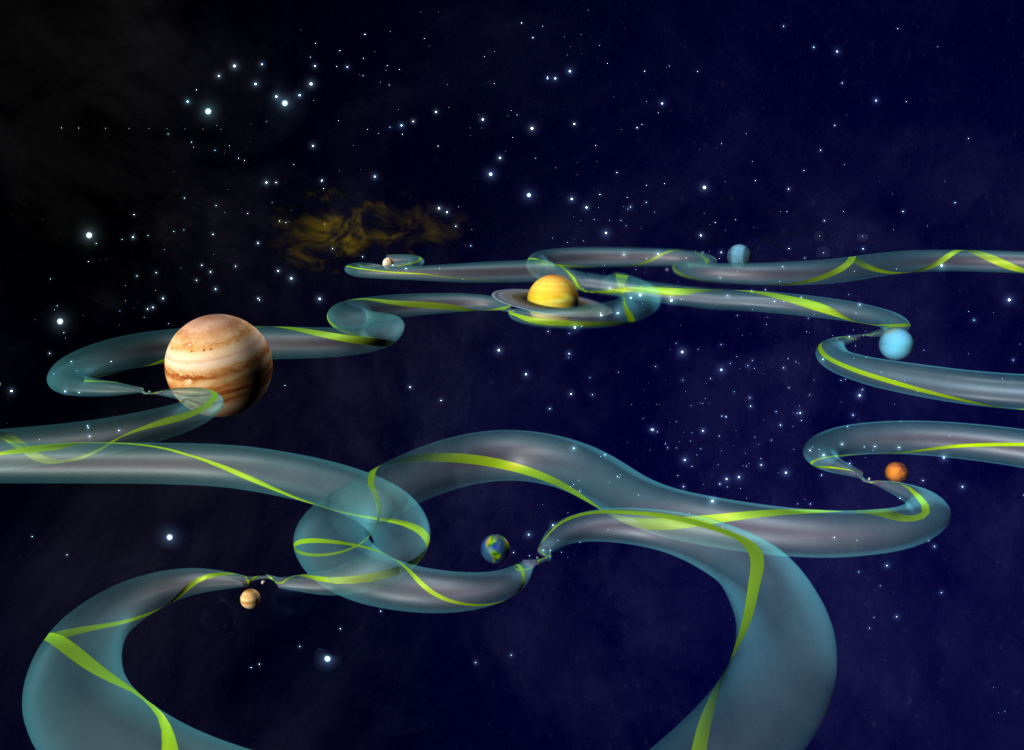
Den här stiliserade bilden av ITN är utformad för att visa dess (ofta invecklade) väg genom solsystemet. Det gröna bandet representerar en väg av många som matematiskt är möjliga längs ytan på det mörkare gröna avgränsningsröret. Platser där bandet ändrar riktning representerar plötsliga banförändringar vid Lagrange-punkter, medan trånga områden representerar platser där objekten dröjer i temporärt omlopp kring en punkt innan de fortsätter.

## Historik
Interplanetära överföringsbanor är lösningar på gravitationella "begränsade trekroppsproblem", som i allmänhet inte har exakta lösningar utan approximeras genom numerisk analys. Det finns emellertid ett litet antal exakta lösningar, i synnerhet de fem banor som kallas Lagrange-punkter, som är omloppslösningar för cirkulära banor i fallet då ena kroppen är betydligt tyngre.
Nyckeln till upptäckten av det interplanetära transportnätverket var undersökningen av de slingrande vägarnas karaktär nära Lagrangepunkterna jorden–solen och jorden–månen. De undersöktes första gången av Henri Poincaré på 1890-talet. Han märkte att banor som leder till och från någon av dessa punkter nästan alltid inordnade sig i en bana runt den aktuella punkten. Det finns i själva verket ett oändligt antal vägar som leder till en punkt och bort från den, och ingen kräver nästan någon tillförsel av energi för att nås. När de ritas upp åskådliggörs de som ett rör med omloppet om Lagrangepunkten i ena änden. 
Härledningen av dessa banor kan spåras tillbaka till matematikerna Charles C. Conley och Richard P. McGehee år 1968. Hiten, Japans första månsond, flyttades in i månbana baserat på en liknande insikt om naturen hos vägar mellan jorden och månen. I början av 1997 skrev Martin Lo, Shane D. Ross och andra en serie rapporter som klarlade den matematiska grunden till tekniken och tillämpade den på Genesis solvindsuppdrag, och på sonder till månen och Jupiter. De kallade det för en interplanetär motorväg (IPS).

## Vägar
Som det har visat sig, är det väldigt lätt att övergå från en väg som leder till en punkt till en som leder därifrån. Detta är förståeligt, eftersom banan är instabil, vilket betyder att man slutligen kommer att hamna på en av de utgående banorna utan att ha förbrukat någon energi alls. Edward Belbruno myntade termen "svag stabilitetsgräns" eller "fuzzy border" för denna effekt.
Med noggrann beräkning kan man välja vilken utgående väg man vill ta. Detta visade sig vara användbart, eftersom många av dessa vägar leder till intressanta punkter i rymden, såsom månen eller mellan de galileiska månarna vid Jupiter. Till priset av att nå L2-punkten jorden-solen, vilket är ett ganska lågt energivärde, kan man resa till ett antal mycket intressanta punkter för en liten eller ingen extra bränslekostnad. Men resan från jorden till Mars eller annan avlägsen plats skulle sannolikt ta tusentals år.
Överföringarna kräver så lite energi att de gör resor till nästan vilken som helst punkt i solsystemet möjliga. Nackdelen är att dessa överföringar är mycket långsamma. För resor från jorden till andra planeter är de inte användbara för vare sig bemannade eller obemannade rymdsonder, eftersom resan skulle ta många generationer att genomföra. Ändå har de redan använts för att överföra rymdfarkoster till L1-punkten jorden-solen, en användbar punkt för studier av solen och som använts i ett antal senare uppdrag, såsom Genesis-uppdraget, den första att återföra solvindprover till jorden. Det interplanetära nätverket är också av betydelse för att förstå solsystemets dynamik. Kometen Shoemaker-Levy 9 följde en sådan bana på sin väg mot kollisionen med Jupiter.

## Användning
År 1978 skickades rymdfarkosten ISEE-3 på ett uppdrag för att cirkulera kring en av Lagrangepunkterna. Rymdfarkosten kunde manövreras runt jordens grannskap med lite bränsle genom att utnyttja det unika tyngdkraftfältet. Efter att det primära uppdraget avslutats, fortsatte ISEE-3 att uppnå andra mål, bland annat en flygning genom den magnetosfärens svans och passage av en komet. Uppdraget fick därav namnet International Cometary Explorer (ICE).
Den första överföringen med låg energi med hjälp av vad som senare skulle kallas ITN var räddningen av Japans månsond Hiten 1991. Ett annat exempel på användningen av ITN var NASA:s Genesisuppdrag 2001-2003, som kretsade L1-punkten solen-jorden i över två år för att samla in material innan den omdirigeras till L2 Lagrangepunkten, och slutligen omdirigeras därifrån tillbaka till jorden. Åren 2003-2006 använde SMART-1 i Europeiska rymdorganisationen en annan låg energi-överföring i ITN. I ett senare exempel använde den kinesiska rymdfarkosten Chang'e 2 ITN för att förflytta sig från månbanan till L2-punkten jorden-solen och sedan flyga förbi asteroiden 4179 Toutatis.